# 氯铬酸钾
氯铬酸钾是一种无机化合物，化学式为KCrO3Cl。它由Eugene Peligot在1833年发现并因此得名（Peligot盐）。1880年，Georg Pratorius通过铬酸钾和铬酰氯的反应制备了这种化合物。
K2CrO4 + CrO2Cl2 → 2KCrO3Cl
它在156±1 °C发生α相至β相的相变；它在264 °C开始分解：
8 KCrO3Cl → 2 K2Cr2O7 + 4 KCl + 4 CrO2 + 2 Cl2 + O2
在酸催化下，它可以将苯甲醇氧化为苯甲醛。